# فضیل حجاج
فضیل حجاج (عربی: فضيل حجاج؛ زادهٔ ۱۸ آوریل ۱۹۸۳) بازیکن فوتبال اهل الجزایر است.
از باشگاه‌هایی که در آن بازی کرده‌است می‌توان به باشگاه فوتبال نانت، باشگاه فوتبال قسنطینه، باشگاه فوتبال مولودیه الجزایر، باشگاه فوتبال شباب بلوزداد و باشگاه فوتبال المپیک شلف اشاره کرد.
وی همچنین در تیم ملی فوتبال الجزایر بازی کرده‌است.